# A se stesso
A se stesso è una poesia di Giacomo Leopardi scritta a Firenze nel settembre del 1833, appartenente ai cinque canti del ciclo di Aspasia e pubblicata a Firenze nel 1835.

## Testo e parafrasi
| Testo | Parafrasi |
| --- | --- |
| Or poserai per sempre, Stanco mio cor. Perì l'inganno estremo, Ch'eterno io mi credei. Perì. Ben sento, In noi di cari inganni, non che la speme, il desiderio è spento. Posa per sempre. Assai Palpitasti. Non val cosa nessuna I moti tuoi, né di sospiri è degna La terra. Amaro e noia La vita, altro mai nulla; e fango è il mondo. T'acqueta omai. Dispera L'ultima volta. Al gener nostro il fato Non donò che il morire. Omai disprezza Te, la natura, il brutto Poter che, ascoso, a comun danno impera, E l'infinita vanità del tutto. | Ora riposerai per sempre, mio stanco cuore. È morta l'illusione più grande, che io avevo creduto essere eterna. È morta. Percepisco chiaramente che in me si è spenta non soltanto la speranza, ma anche il desiderio stesso delle amate illusioni. Riposa per sempre. Hai battuto abbastanza. Nessuna cosa merita i tuoi palpiti e la terra non è degna dei tuoi sospiri. La vita è costituita da amarezza e noia e da nient'altro mai; e il mondo è fango. Calmati ormai. Abbandona la speranza una volta per tutte. Il destino non ha concesso al genere umano altro dono che la morte. Ormai devi disprezzare te stesso, la natura, quel potere maligno che di nascosto governa per il male di tutti, e l'infinita inutilità di tutte le cose. |

## Contenuto
A se stesso è una delle liriche più brevi della raccolta dei Canti: in questi sedici versi di estremo pessimismo, infatti, Leopardi condensa tutta la sua desolazione (dovuta alle sfortunate vicende biografiche e amorose), raggiungendo il punto più intenso della sua negatività. Il poeta, infatti, è inevitabilmente condannato alla sofferenza, siccome ha visto perire «l'inganno estremo» (v. 2), ovvero l'illusione più grande che l'uomo possa mai coltivare, e che egli riteneva eterna: si tratta dell'amore. 
Si ricordi che il componimento fa parte del cosiddetto «ciclo di Aspasia», raccolta di canti scritti dopo che Leopardi si infatuò di Fanny Targioni Tozzetti, una donna che egli conobbe a Firenze nel 1830 e che tuttavia non lo ricambiò. È per questo motivo che il poeta, straziato da un dolore aspro e pungente, si rivolge al suo cuore che, tramontate le illusioni, la speranza, persino il desiderio, non può che «posa[re] per sempre» (v. 6) così da concedere spazio alla razionalità, l'unica facoltà in grado di restituirgli la dignità.

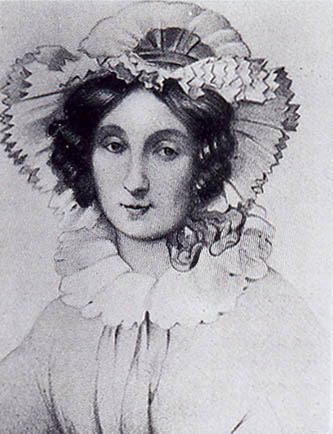
Immagine di Fanny Targioni Tozzetti

Finalmente congedatosi dalle illusioni, Leopardi diviene consapevole della «vanità del tutto» e assume un orgoglioso atteggiamento di lotta contro il mondo e le sue avversità. Nei versi di A se stesso, infatti, risuona una forte tensione eroica ben diversa dal titanismo delle canzoni filosofiche (Bruto minore, Ultimo canto di Saffo) e della Sera del dì di festa: in questo componimento, al contrario, rileviamo un eroismo lucido, rassegnato, che non si traduce più in un'aspra protesta bensì accetta senza reagire la crudeltà del mondo, risolvendosi in un rifiuto totale e assoluto. Come evidenziato dal critico Giuseppe De Robertis «questa non è disperazione forte, ma stanca»:
te, la natura, il brutto

poter che, ascoso, a comun danno impera,

e l’infinita vanità del tutto»
Nonostante questa tragica delusione, Leopardi trova ancora la forza e il coraggio di attaccare la Natura, entità malvagia del tutto insensibile alla felicità e ai bisogni dei viventi. Quest'accusa, tuttavia, non si risolve né nella progettazione di una confederazione di uomini che si riuniscono in una «social catena» per combattere la Natura (come accadrà nella Ginestra), né con l'urgenza di contemplare il vero. 
Al contrario, in A se stesso assistiamo alla «riduzione del sistema dell’universo a un male personificato e a una morte incombente e inevitabile, senza che si scorgano spiragli di nessun genere» (Marco Balzano). Contemporanee, oltre ad Aspasia, sono infatti le due canzoni "sepolcrali", pessimiste quanto A Silvia e il Canto notturno di un pastore errante dell'Asia, e l'abbozzo di inno Ad Arimane, dove il nichilismo di Leopardi pare superare l'agnosticismo e l'ateismo e, oltre ad invocare la morte, sfiora il puro misoteismo: la Natura, da insensibile, diventa perciò una vera e propria divinità malvagia, che non lascia scampo e contro cui si scagliano le maledizioni del poeta.

## Stile
A se stesso risponde alla forma metrica del canto. Il testo si compone di sedici versi in endecasillabi e settenari, liberamente alternati e legati da tre rime ai versi 3-5 («sento-spento»), 11-15 («dispera-impera») e 14-16 («brutto-tutto»).
Il canto è animato da un grande pathos, esaltato dalla solida architettura della lirica che, come osservato dal critico Angelo Monteverdi, si può dividere in tre parti di cinque versi ciascuna più il verso finale. Questa tensione è potenziata anche dall'ampio ricorso a proposizioni brevissime e lapidarie, quasi giustapposte e a volte formate persino da un'unica parola («Perì», v. 3).
La drammaticità del dialogo di Leopardi, infatti, si concretizza anche con l'impiego di un linguaggio nudo, potente, quasi glaciale, totalmente spogliato da cedimenti sentimentali e da accenti patetici. Speciale menzione merita anche l'uso insistito degli enjambement che rende il movimento ritmico particolarmente spezzato e martellante: questo si distende solo nel periodo finale, relativamente più ampio ma suggellato dalla rima «brutto-tutto» che conclude il poema con una solenne tragicità. Il ritmo franto della poesia emerge anche sotto il profilo fonico: A se stesso, infatti, presenta numerosissime allitterazioni, come quella della r e della p al primo verso, della n ai versi 4-5 e della t e della r ai versi 14 e 15.